# Un beau-frère
Cet article possède des paronymes, voir Beau-frère et Le Beau-frère.
Un beau-frère est un roman d'Hector Malot publié en 1869.

## Résumé
Sous le Second Empire, après une jeunesse dissipée à Paris, le jeune vicomte Cénéri d’Éturquais, assagi, se retire dans ses terres normandes à Condé-le-Châtel, bourgade qui ressemble à Bosc-Bénard-Commin où est né l’auteur.
Il y mène désormais une vie de gentleman-farmer libéral et éclairé, il vit familièrement avec les paysans du cru, élève des chevaux et se livre à des expériences originales pour améliorer les méthodes d’élevage.
Mais quand il veut épouser une simple maîtresse de musique, la sage et belle Cyprienne, il se heurte à l’opposition de sa famille menée par le diabolique Friardel, un arriviste qui a épousé la sœur de Cénéri. Il vit heureux avec elle et leur fils Henriot en attendant sa majorité civile (25 ans) pour l’épouser.
Mais son beau-frère Friardel, qui veut s’approprier l’héritage de Cénéri, a monté un dossier visant à le faire passer pour fou ; il parvient à le faire « interdire » et interner dans un asile d’aliénés en utilisant son réseau de relations.

## Analyse de l’œuvre
Ce roman, écrit à l’époque des tout premiers romans de Zola, met en scène l’avidité et l’amoralité de la société bourgeoise du Second Empire dans une course au profit où sont engagés aussi les gens d’Église, les médecins et les magistrats.
Le début du récit évoque avec humour la vie de bohème de la jeunesse dorée et des robins à Paris. À Condé-le-Châtel, la peinture savoureuse des mœurs paysannes normandes que l’auteur connaît bien fait songer à Flaubert ou Maupassant.
Au travers de ce roman, Hector Malot fait la critique de la loi de 1838, dite « loi des aliénés », et des internements abusifs auxquels elle a pu donner lieu.